# Arendsee (Altmark)
Arendsee este un orășel din Altmarkkreis Salzwedel, Saxonia-Anhalt, Germania, parte a comunității administrative (Verwaltungsgemeinschaft) Arendsee-Kalbe.